# John E. Otto

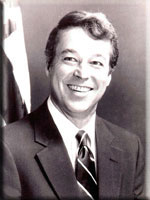
John E. Otto

John E. Otto (* 18. Dezember 1938 in Saint Paul, Minnesota; † 22. April 2020 in Norman, Oklahoma) war ein US-amerikanischer Regierungsbeamter. Am 26. Mai 1987 wurde er zum Direktor des Federal Bureau of Investigation (FBI) ernannt. Sein Amt legte er gut fünf Monate später am 2. November 1987 nieder.
Otto hatte an der University of Minnesota und St. Cloud State University studiert und erlangte im Jahr 1960 seinen Bachelor of Science. 1964 trat Otto in den Dienst des FBI, wo er unter anderem auch Special Agent in Charge von Minnesota war, ehe er zum Direktor wurde.